# Campos Elíseos (Madrid)

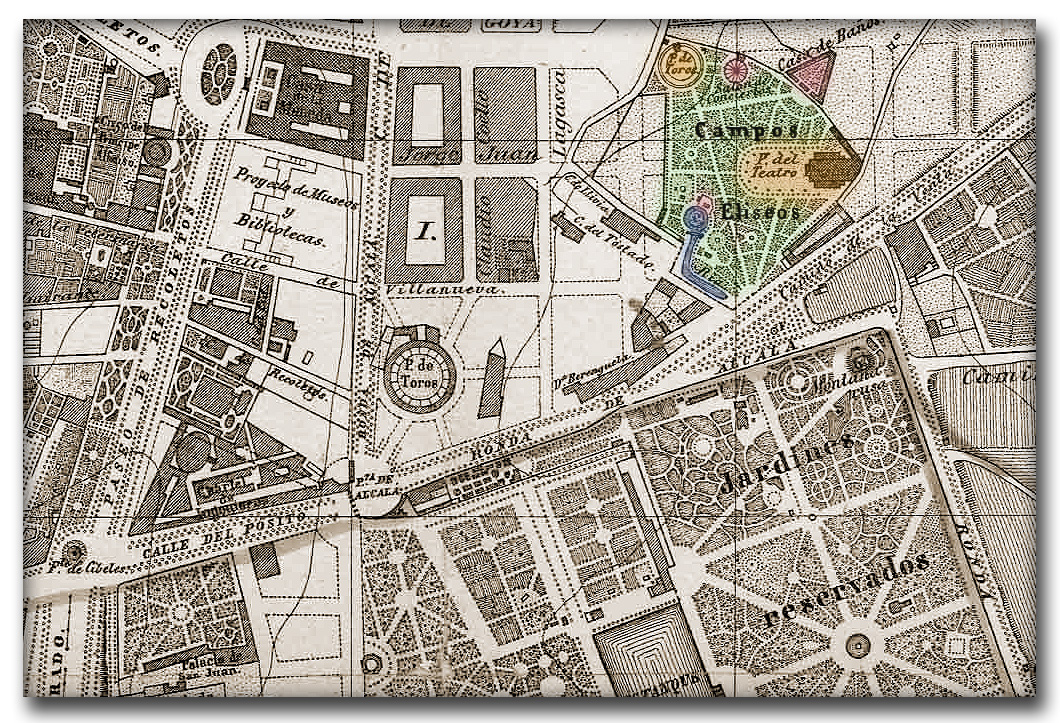
Emplazamiento de los Campos Elíseos de Madrid en el plano de José Pilar Morales, según grabado de Pedro Peñas en 1866.

Los Campos Elíseos fueron uno de los más ambiciosos y estériles jardines de recreo de Madrid del siglo XIX. Tuvieron su origen en una proposición hecha en octubre de 1860 por el empresario catalán José Casadesús al Ayuntamiento de la villa, y se construyeron en terrenos colindantes con la carretera de Aragón, prolongación de la calle de Alcalá (al inicio de la actual calle Velázquez). Fueron inaugurados en junio de 1864, y entre otras muchas atracciones, dispusieron de salón de conciertos y bailes, montaña rusa y plaza de toretes. Su popularidad empezó a declinar con la apertura al público en 1868 del vecino parque del Retiro (hasta entonces finca privada de la familia real española); comenzaron a desmantelarse en 1870 con la construcción del barrio de Salamanca). Lo último en desaparecer fue su modesta plaza de toros, en 1881.
Su presencia en la vida madrileña de la segunda mitad del siglo XIX quedó reflejada en páginas literarias de Benito Pérez Galdós, Leopoldo Alas «Clarín», Emilia Pardo Bazán, Ramón Gómez de la Serna, Emilio Carrere o Pedro de Répide, entre otros muchos.

## Historia

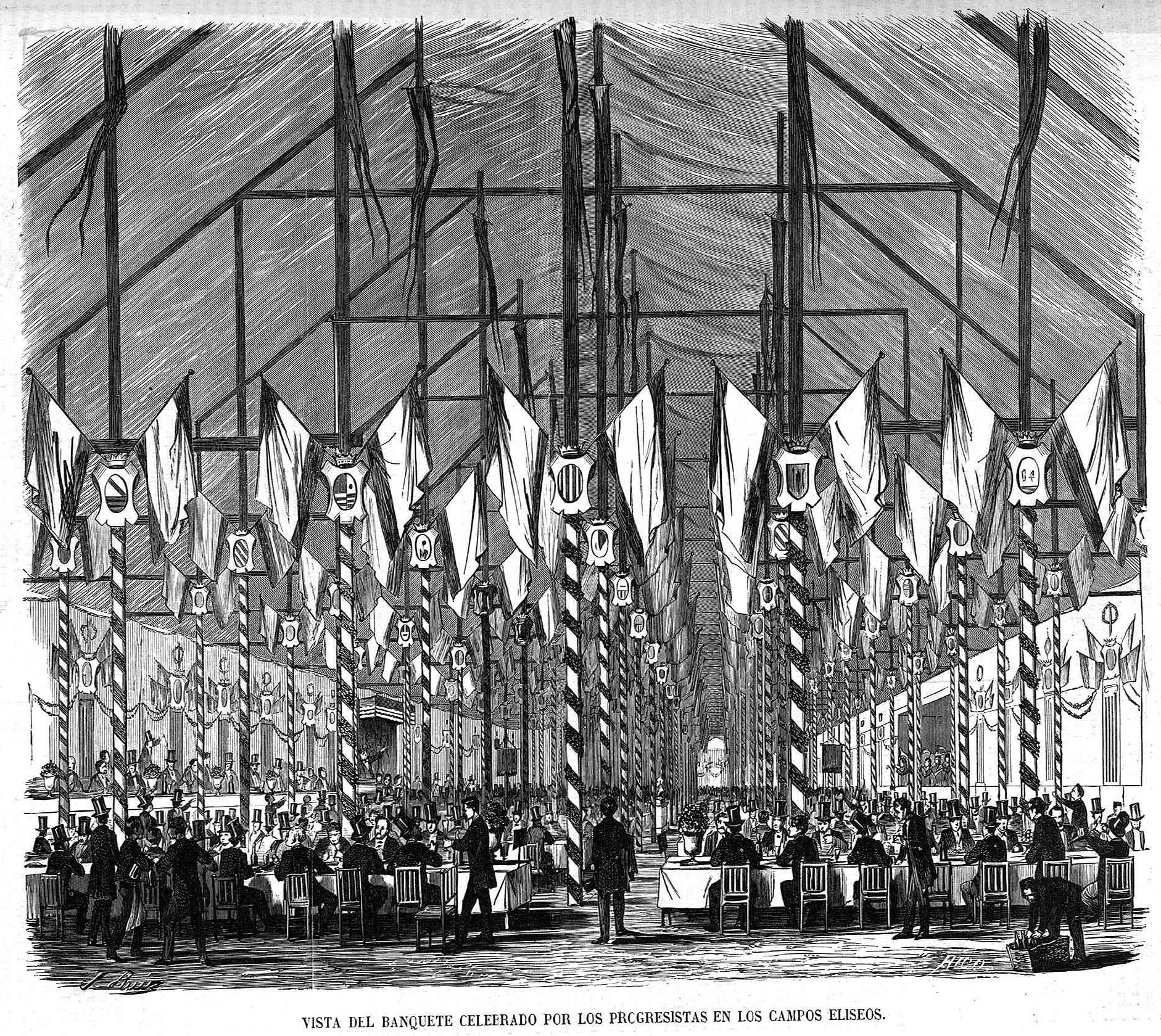
Banquete celebrado el 3 de mayo de 1864 en los Campos Elíseos.

Los Campos Elíseos madrileños, como su propio nombre indica, fueron creados a partir de los modelos abiertos en ciudades como París, Londres, Burdeos o Barcelona. Espacios de moda que Mariano José de Larra ya había defendido y recomendado como ameno remedio para la ilustración de la sociedad española. El ambicioso proyecto inicial del empresario José Casadesús, con diseño del arquitecto Lucas María Palacios y Rodríguez, perdió en buena medida su amplitud y variedad originales, condenados por la infalible esterilidad de su carácter provisional condenado a desaparecer en quince años según cláusula del contrato con el Ayuntamiento de Madrid, en función del desarrollo proyectado del "ensanche de Castro", conocido más tarde como barrio de Salamanca, debido a la implicación en dicho negocio urbanístico del marqués de Salamanca.
A pesar de ello se puso en marcha la sociedad de accionistas con un capital inicial de ocho millones y medio de reales en acciones. Tras una demora en las obras, y después de desfigurar el ambicioso proyecto inicial, los Campos Elíseos se abrieron al público el 18 de junio de 1864, y dos días después se inauguró su teatro. Consumidos los quince años de existencia, se procedió a su demolición total, quedando tan solo como "vestigio" un "templete griego en el jardín particular del palacio de la marquesa de Zafra".

## Instalaciones y servicios
Se habilitó un servicio de ómnibus desde la Puerta del Sol hasta el jardín de recreo, aunque al parecer su funcionamiento, debido a la escasez de vehículos, era poco "funcional" a pesar de costar un real el asiento.
La entrada a los jardines tenía sin embargo una variada oferta de precios: 
- Por dos reales se podía pasear por ellos hasta las cinco de la tarde y  por cuatro desde esta hora en adelante.
- Un abono por doce duros permitía la posibilidad de poder asistir a los jardines durante todo el año, si bien al igual que la entrada general, solo daba derecho a pasear y disfrutar de los espectáculos y diversiones al aire libre. Para acceder a las atracciones en recintos cerrados había que abonar un suplemento.

### Teatro de verano

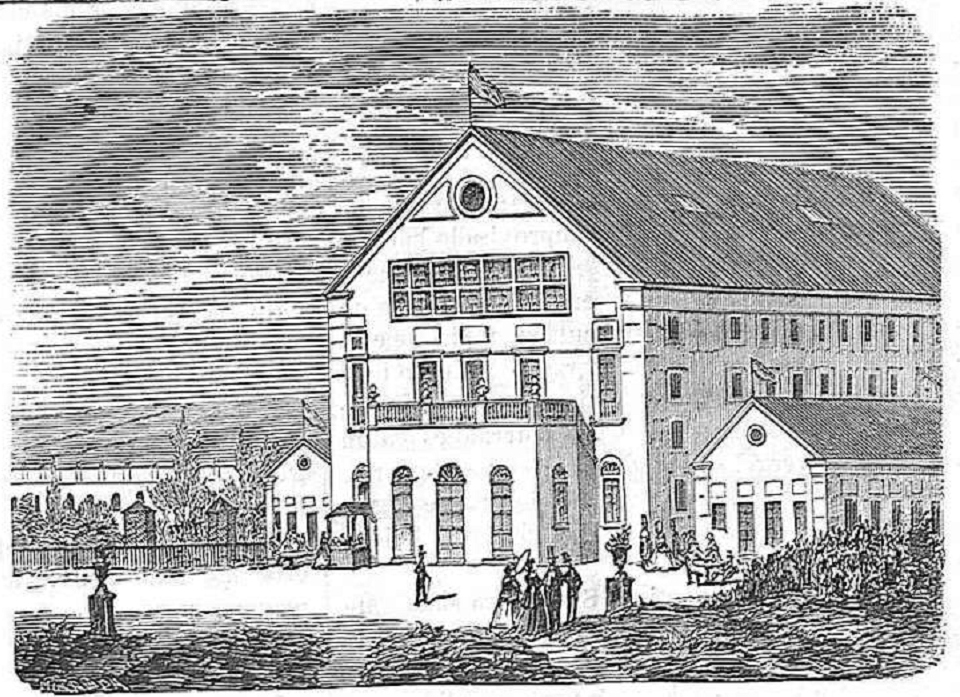
Teatro Rossini, en los Campos Elíseos de Madrid.

Uno de los principales atractivos de los jardines de recreo fue la posibilidad de que confluyesen en ellos diversiones y espectáculos, compartiendo en muchas ocasiones el mismo espacio: los llamados teatros de verano, como los que se instalaron luego en el Buen Retiro, en los Recreos Matritenses o en los Jardines Orientales. El teatro de los Campos Elíseos se inauguró el 20 de junio de 1864, dedicado al inmortal Rossini, por lo que popularmente se le conoció con el nombre de Teatro Rossini. Emplazado al final de una gran explanada de los jardines, el edificio, vulgar aunque dotado de una rica decoración en su interior, disfrutó de una programación que llegó a competir con la del Teatro Real. Conocido irónicamente como ‘el palomar’, su imponente planta rectangular con cuatro pisos de localidades, su interior iluminado por cuatro grandes lucernarios y el escenario (que en aquel tiempo se consideró el mayor de los habidos en Madrid), fueron testigos de un variado programa de actividades artísticas, políticas y socioculturales de la época.

### Plaza de toros
En principio fue instalada aprovechando el ruedo de una antigua plaza de becerros activa desde 1860 y cuyas deficientes instalaciones acabarían siendo demolidas en 1874. Se encargó entonces al arquitecto José Asensio Berdiguer el diseño del nuevo coso de "treinta y dos metros de radio, muros de fábrica y pies derechos de madera con sus zapatas". Según Augusto Martínez Olmedilla, en este coso se presentó el famoso Mazzantini y lució su primer traje de luces, el gran "Guerrita" (cuando aún se hacía llamar Llaverito). Esta segunda plaza, inaugurada el 17 de junio de 1879, desapareció el 18 de julio de 1881, pasto de las llamas.

### Montaña rusa y otras diversiones

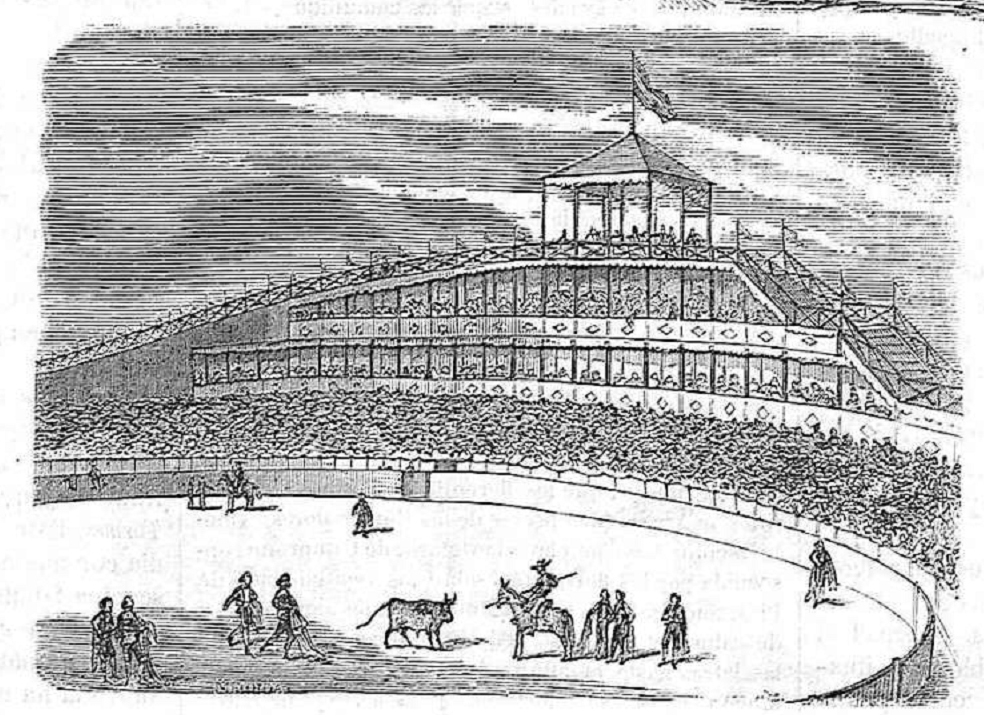
Montaña rusa y plaza de toros, grabado publicado en las páginas de El Periódico Ilustrado en mayo de 1865.

Rodeando la plaza de toros se edificó en obra de mampostería y maderos, una primitiva montaña rusa "de vertiginosas pendientes". Otras atracciones del ramo eran los columpios y la balanza. Para los agresivos existía en la gran explanada un tiro de pistola y de pichón, y para los románticos una ría navegable con cinco falúas y un pequeño vapor de ruedas.
Otros edificios albergaban billares, cosmorama, y por supuesto café y fonda, un innovador restaurante con gabinetes aislados y bautizados con el nombre de cada una de las provincias de España. El patriotismo no se compensaba con el servicio pues, según anota la prensa de la época, a partir de las diez de la noche no solía quedar más que cerveza y limonada. Sin embargo, el diario El Imparcial en su número del 29 de junio de 1870, ponderaba su sección de espectáculos y la mejora de los "servicios de restaurante y café con precios, calidad y atención tan excelentes como en los mejores establecimientos de la capital".
Poco más arriba de la fonda, "subiendo por dos escalinatas que partían de la explanada", se podía llegar a la casa de baños, en cuyo vestíbulo había una sala de ‘relax’ con los techos pintado al fresco. Dentro, el conjunto de cuartos de las pilas rodeaba un recoleto jardín triangular.
El parque se completaba con un popular salón de baile circular, con palcos cerrando el arco de la circunferencia.

### El elefantePizarro
Una de las más populares atracciones del parque durante su corta vida fue el elefante Pizarro -uno de los varios que con ese nombre aparecen en la historia popular madrileña- "que descorchaba botellas limpiamente y se bebía luego el contenido. Esto le hizo aficionarse al alcohol, y un día, aprovechando el descuido del guardián, rompió las cadenas que lo amarraban a un poste, se fue a la bodega, bebióse todo el vino que pudo hallar y ya, dos veces ‘trompa’, entró en la tahona de San José, vecina a la antigua plaza de toros de la Puerta de Alcalá, y se comió la hornada entera".

## Evolución, decadencia y cierre

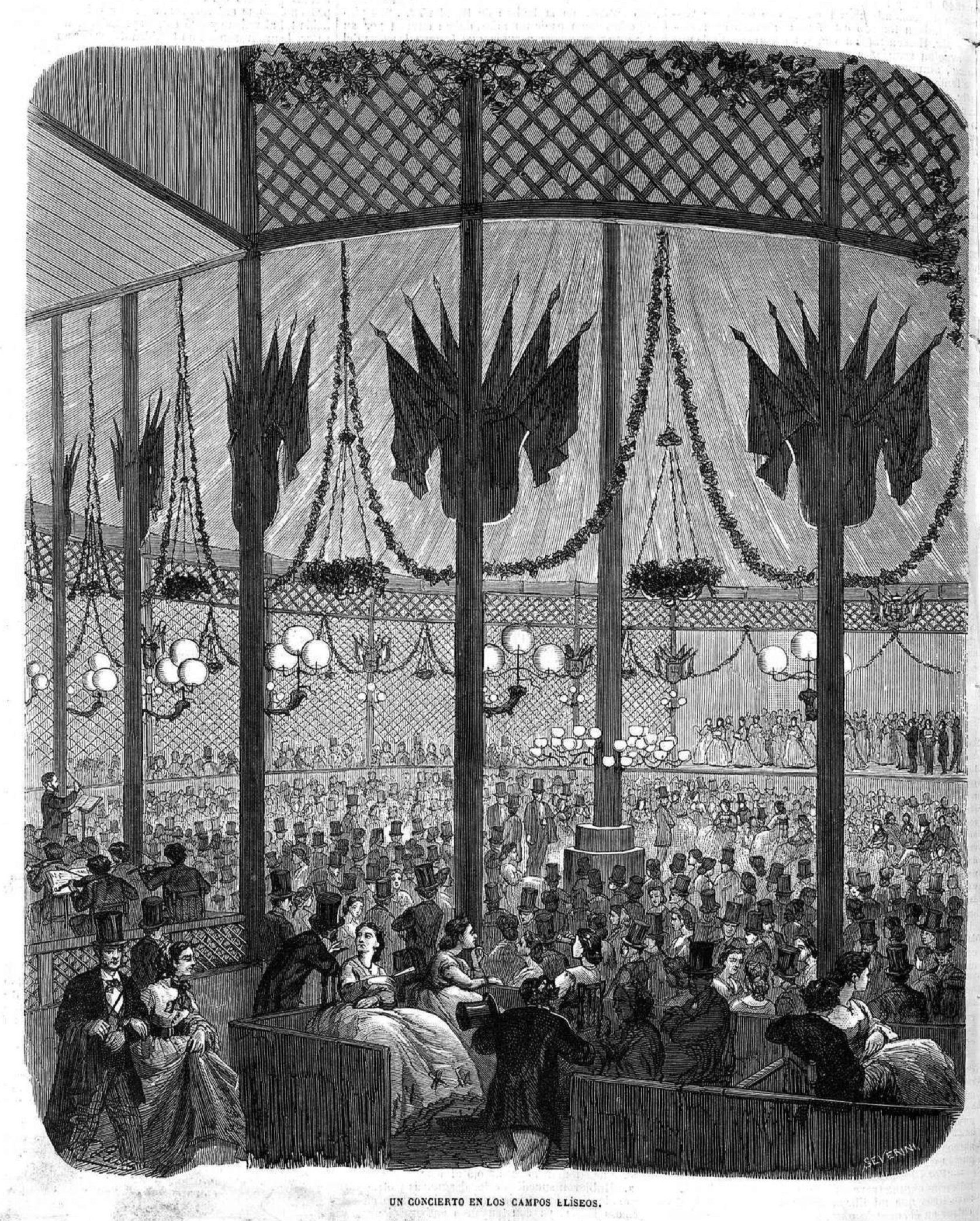
Concierto en los Campos Elíseos de Madrid, grabado de José Severini en la revista El Museo Universal (hacia 1865).

En 1867 se hizo cargo del complejo el empresario y músico Joaquín Gaztambide (que con anterioridad a esa fecha había arrendado la plaza de toros para organizar cuarenta "novilladas"). Gaztambide incluyó en la programación conciertos de la banda militar, ascensos en globo "Montgolfier" y fuegos artificiales nocturnos. También amplió la oferta de bailes campestres (por dos reales de suplemento sobre el billete general) y la presencia de la orquesta Vilamala y llegó a contar con la colaboración de su amigo Barbieri para dirigir una "temporada de conciertos". Contrató atracciones singulares como una compañía mímico-veneciana dirigida por los hermanos Lorenzo y Antonio Chiarini, especializados en la recreación de las máscaras de Arlechino y el otro Pierrot; o las evoluciones circenses de los hermanos Onofri en el interior del teatro, con "arriesgados ejercicios gimnásticos en el aire utilizando anillas suspendidas, escaleras y trapecios"; o del gimnasta Mr. Ethardo que desafiaba todo equilibrio humano remontando una montaña espiral subido -de pie- en una gran esfera. No pudo faltar, en ese capítulo funambulesco el singular equilibrista monsieur Blondin, que ensayaba sus habilidades en los Campos Elíseos madrileños como entrenamiento para sus pequeñas gestas en la capital de España: cruzar sobre el alambre la antigua plaza de toros en plena corrida, y atravesar el Estanque Grande del Retiro llevando sobre los hombros "dos fornidos gañanes".
En 1868 la compañía de ópera del Teatro Rossini inauguró su temporada el día 10 de junio con Don Bucéfalo, de Cagnoni; aunque las funciones serían sustituidas al mes siguiente por pequeñas representaciones. Aunque la Revolución de septiembre de 1868 y la consiguiente apertura al pueblo español de los jardines del Buen Retiro, precipitaron la decadencia del recinto, el Jardín de Recreo del Elíseo madrileño siguió funcionando hasta finales de 1880, expirado su periodo máximo de contrato de quince años, y acosado por la expansión del nuevo barrio de Salamanca.

## Véase también

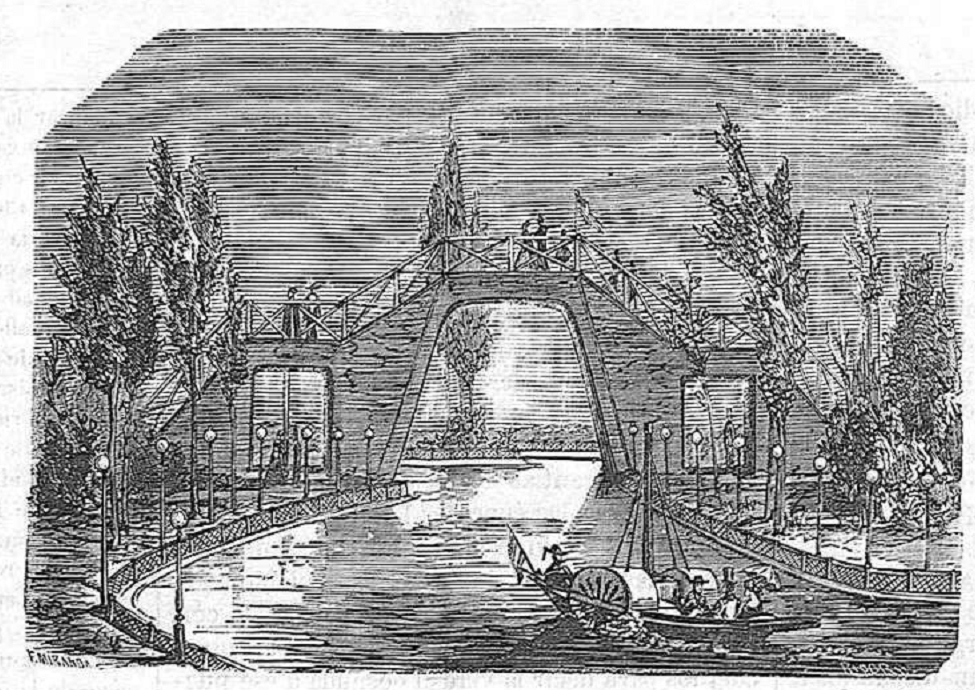
Ría de los Campos Elíseos.